# Kalthoum Bornaz
Kalthoum Bornaz (24 de agosto de 1945 - Mutuelleville, 3 de septiembre de 2016), fue una directora, guionista y productora tunecina.

## Biografía
Estudió litertura Universidad de Túnez, prosiguió sus estudios de cinematografía en la Universidad Sorbona Nueva en Francia, para luego de graduarse volvió a Túnez. 
Bornaz trabajo en colaboración con otros directores y en solitario en la producción de documentales, cortometrajes y largometrajes.
Formó parte del jurado de la 26ª edición del Festival de Cine de Cartago en 2015 y presidió el jurado del Festival de cine mediterráneo en Annaba.
Falleció el 3 de septiembre de 2016 a los 71 años, había sido hospitalizado después de la explosión de una bombona de gas en su casa en Mutuelleville.

## Filmografía
- 1986,  Couleurs fertiles
- 1988 	Trois Personnages en Quête d'un Théâtre
- 1992,  Regard de mouette
- 1996,  Nuit de noces à Tunis
- 1998, 	Keswa (largometraje)
- 2000,  La Forêt d'El Medfoun
- 2008, 	L'autre moitié du ciel (largometraje)